# Nenačovice
Nenačovice település Csehországban, a Berouni járásban. Nenačovice Chrustenice, Ptice, Úhonice, Drahelčice és Chyňava településekkel határos. Lakosainak száma 304 fő (2024. január 1.).

## Népesség
A település lakosságának változását az alábbi diagram mutatja:
| Lakosok száma | 295  | 304  | 294  | 231  | 196  | 167  | 263  | 274  | 269  | 304  |
|               | 1869 | 1890 | 1921 | 1950 | 1980 | 2001 | 2017 | 2019 | 2022 | 2024 |